# Siliștea (Brăila)
Pour les articles homonymes, voir Siliștea.
Siliștea est une commune roumaine située dans le județ de Brăila.